# パンソリ
パンソリ（판소리）は、朝鮮の伝統的民俗芸能。19世紀に朝鮮で人気のあった音楽であり、口承文芸のひとつである。1人の歌い手（ソリックン 소리꾼）とプク（太鼓）の奏者（鼓手 コス 고수）によって奏でられる物語性のある歌と打楽器の演奏である。パンソリのパン（판）は、多くの人々が集まる場所を意味し、ソリ（소리）は音を意味する。
2003年、パンソリはユネスコの無形文化遺産に登録された。

## 概要
17世紀ごろから庶民の娯楽として各地の祭りや広場で演じられ、18世紀末から19世紀には多くの名人が出て全盛期を迎えた。パンソリの生まれた背景には、朝鮮半島南部に多いムーダン（世襲の巫女）によるクッ（祭祀）において、巫楽の伴奏とともに歌い語られる祈祷歌があるとされる。「パンソリの父」申在孝（1812年-1884年）はクァンデ（広大, 芸人）から口承を聞き取って定本にまとめ、両班階級にも通用する文学として体系化した。
内容は主に風刺やラブストーリー、両班の苛斂誅求に耐える庶民の悲憤慷慨（打令）。全体の話であるマダン（마당）はあまりにも長いため演奏するのに時間がかかる。たとえば、『春香歌』では休憩なしで演奏するのに8時間はかかる。
マダンは叙述的な語りであるアニリ（아니리）と歌であるチャン（唱、창）、およびノルムセ（舞い、身振り、너름새）で構成されている。
パンソリの演奏では歌い手が扇子を片手に立って歌う。この扇子は歌い手の心情を強調したり場面が変化したことを知らせるのに使われる。コスは太鼓をたたくだけでなく、チュイムセ（추임새）という方法で声を出すこともある。これは意味のない母音だけの時もあるが、日本でいう合いの手やフラメンコにおけるオーレ（‹Olé›）の掛け声に近い言葉が出ることもある。聴衆も興に乗るとチュイムセを入れて歌い手の興を煽る。
鼓による伴奏には、「長短」（チャンダン）と呼ばれる独特の拍子があり、緩やかさ・強弱・高低などによりチニャンジョ（陳揚調）、ジュンモリ（中모리）、チャジンモリ（自振모리）、フィモリ（揮모리）などに分けられる。これらは語りの内容にあわせて使いわけられ、場を盛り上げる。 また曲調には、オジョ（羽調）、ケミョンジョ（界面調）、ピョンジョ（平調）、キョンドゥルム（京調）などがある。

## 曲目
12あったパンソリのマダンのうち、今日まで残っているのは興夫歌（興甫歌とも、フンボガ 흥보가）と、沈清歌（沈淸歌、シムチョンガ 심청가）、春香歌（チュニャンガ 춘향가）、赤壁歌（チョッピョッカ 적벽가）、水宮歌（スグンガ 수궁가）の5つだけである。春香歌は、小説化された「春香伝」の形でも馴染み深い。
かつてあった「十二マダン」は、春香歌、沈清歌、興夫歌（瓢打令）、兔亀歌（水宮歌）、赤壁歌（華容道）、雉打令、横負歌、曰者打令、裴裨将打令、江陵梅花打令、淑英娘子伝、雍固執打令であった。打令（タリョン）が半分を占めていたが、上記の5つ以外はほとんど演奏されなくなっている。

## 流派
- 東便制（トンピョンジェ）
  - 全羅道を南北に流れる蟾津江の東で伝承される。演者の感情を抑制した、雄壮さを特徴とする。主な曲目は「赤壁歌」など。
- 西便制（ソピョンジェ）
  - 蟾津江より西の光州、羅州、宝城、康津などで伝承される。音色は柔和で、技巧に富む。
- 中高制（チュンゴジェ）
  - 唱法は東便制と西便制の中間で、音色は東便制は似る。京畿道や忠清道に伝承されていた。

## ギャラリー

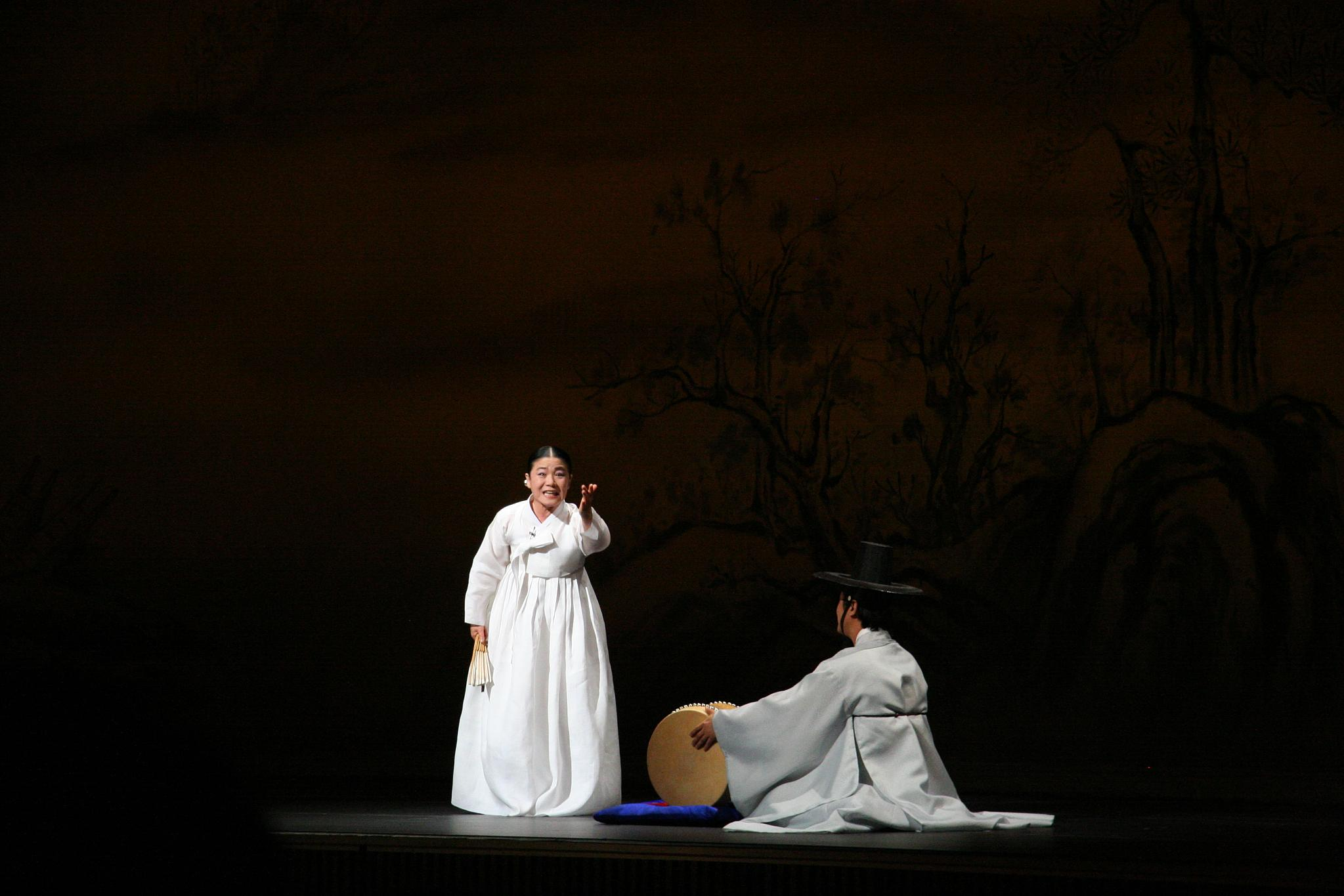
アン・スクソンによる興夫歌の演奏のようす。（2006年ソウル･コエックス）
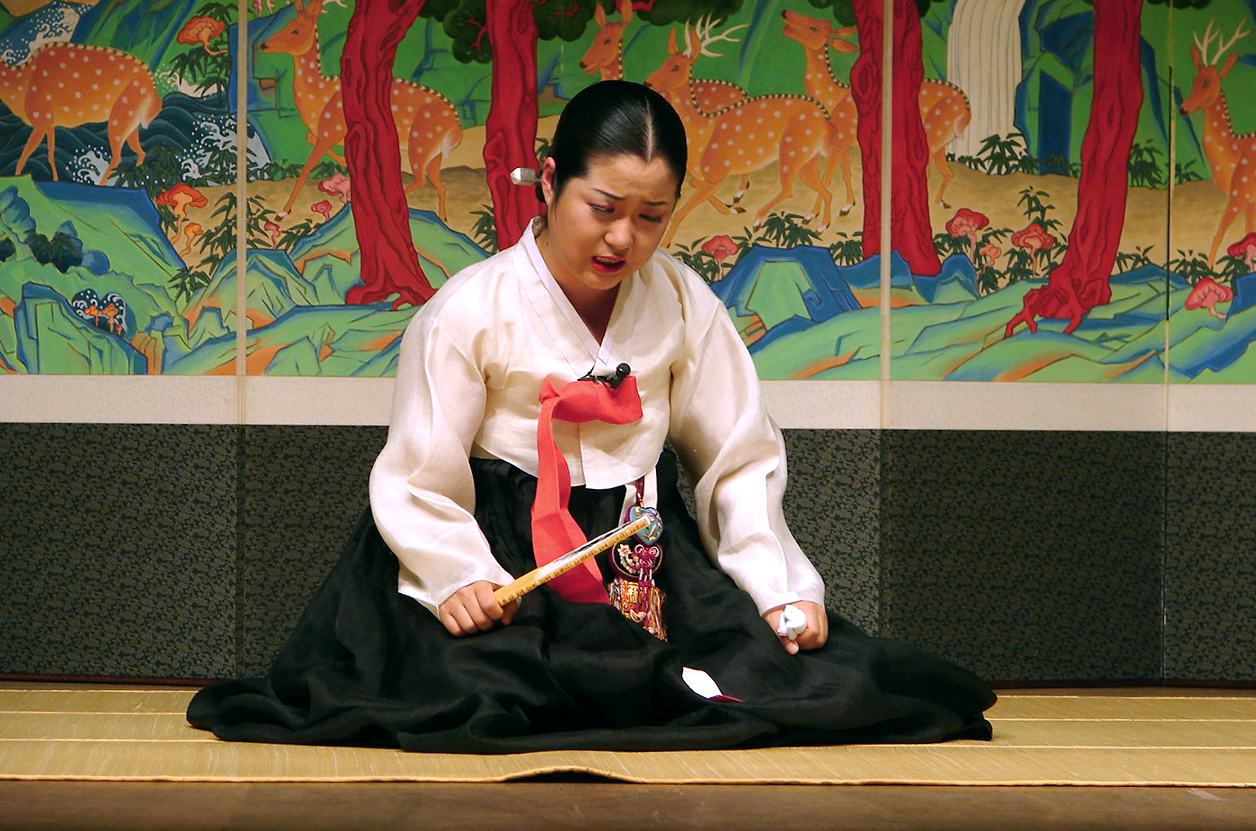
プサンのプサンカルチャーセンターにおけるパンソリの演奏。
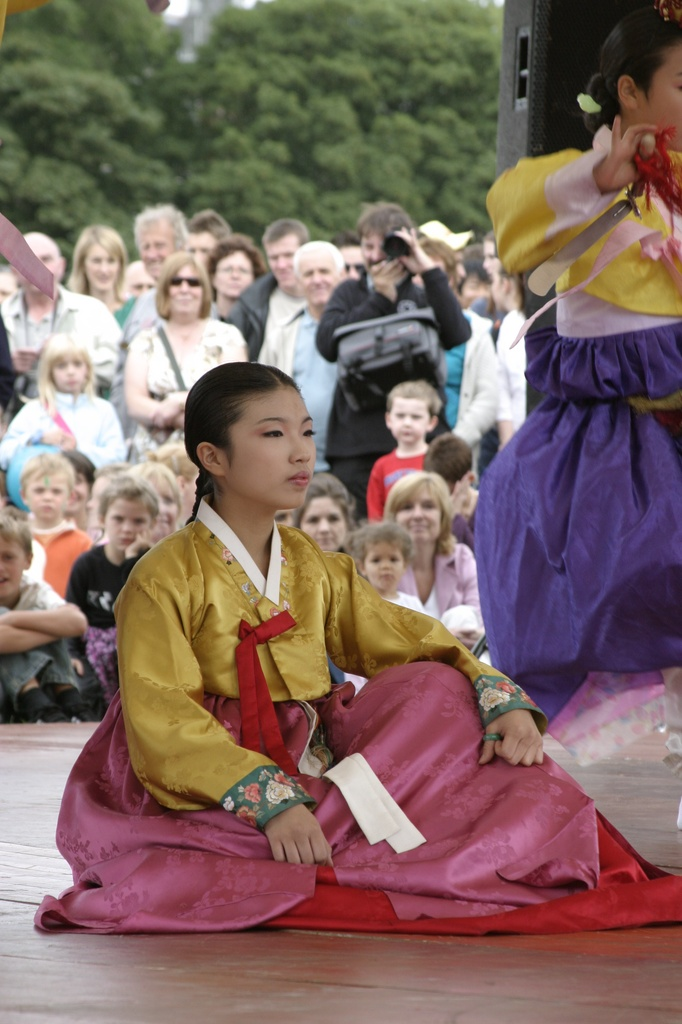
若いパンソリの歌い手。エディンバラ・フェスティバルにて。